# Chim cổ đỏ
Chim cổ đỏ (Danh pháp khoa khọc: Turdus migratorius) là một loài chim trong họ họ Hoét.
Loài này phân bố rộng rãi trên khắp Bắc Mỹ, đông từ miền nam Canada đến miền trung Mexico và dọc theo bờ biển Thái Bình Dương. Nó là loài chim tiểu bang Connecticut, Michigan và Wisconsin. Theo một số nguồn tin, loài chim này chỉ xếp sau loài Agelaius phoeniceus (và chỉ về phía trước của chim sáo đá châu Âu giới thiệu và ít khi trong tự nhiên của chim sẻ nhà) với tư cách là loài chim đất còn tồn tại nhiều nhất ở Bắc Mỹ. Loài này có bảy phân loài, nhưng chỉ có T. m. confinis của Baja California Sur là đặc biệt đặc biệt, với phần dưới màu xám-nâu nhạt.
Loài này hoạt động chủ yếu vào ban ngày và tập hợp theo đàn lớn vào ban đêm. chế độ ăn uống của nó là động vật không có xương sống (như ấu trùng bọ cánh cứng, giun đất, và sâu bướm), trái cây và quả mọng. Nó là một trong những loài chim đẻ trứng sớm nhất, bắt đầu nuôi một thời gian ngắn sau khi trở về phạm vi của nó vào mùa hè từ nhiều mùa đông của mình. tổ của nó bao gồm cỏ dài thô, cành cây, giấy, và lông vũ, và dính đầy bùn và thường đệm cỏ hoặc vật liệu mềm khác. Nó là một trong những con chim đầu tiên hót vào lúc bình minh, và tiếng hót của chúng bao gồm nhiều đơn vị rời rạc được lặp đi lặp lại.

## Hình ảnh

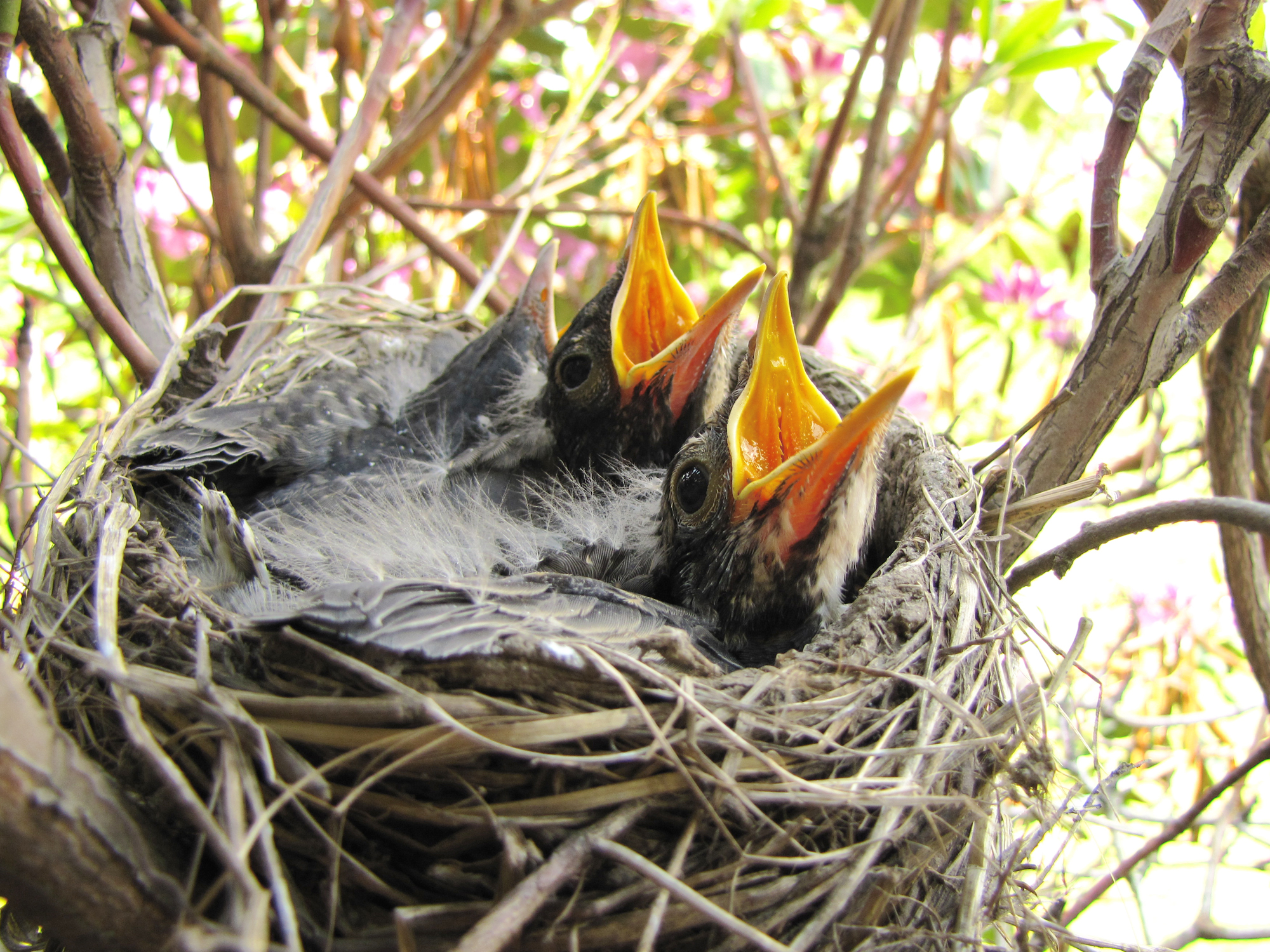
Chim non trong tổ
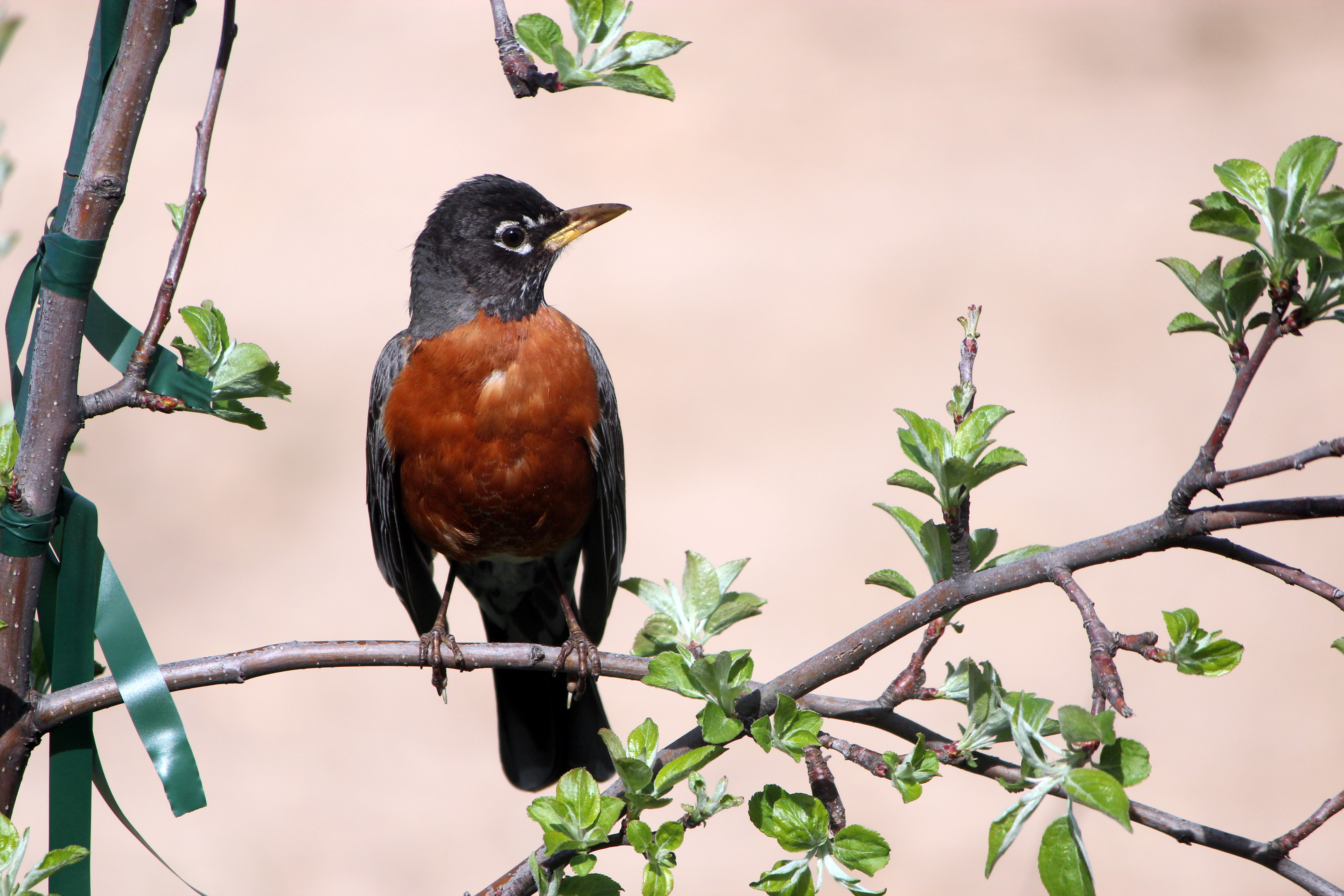
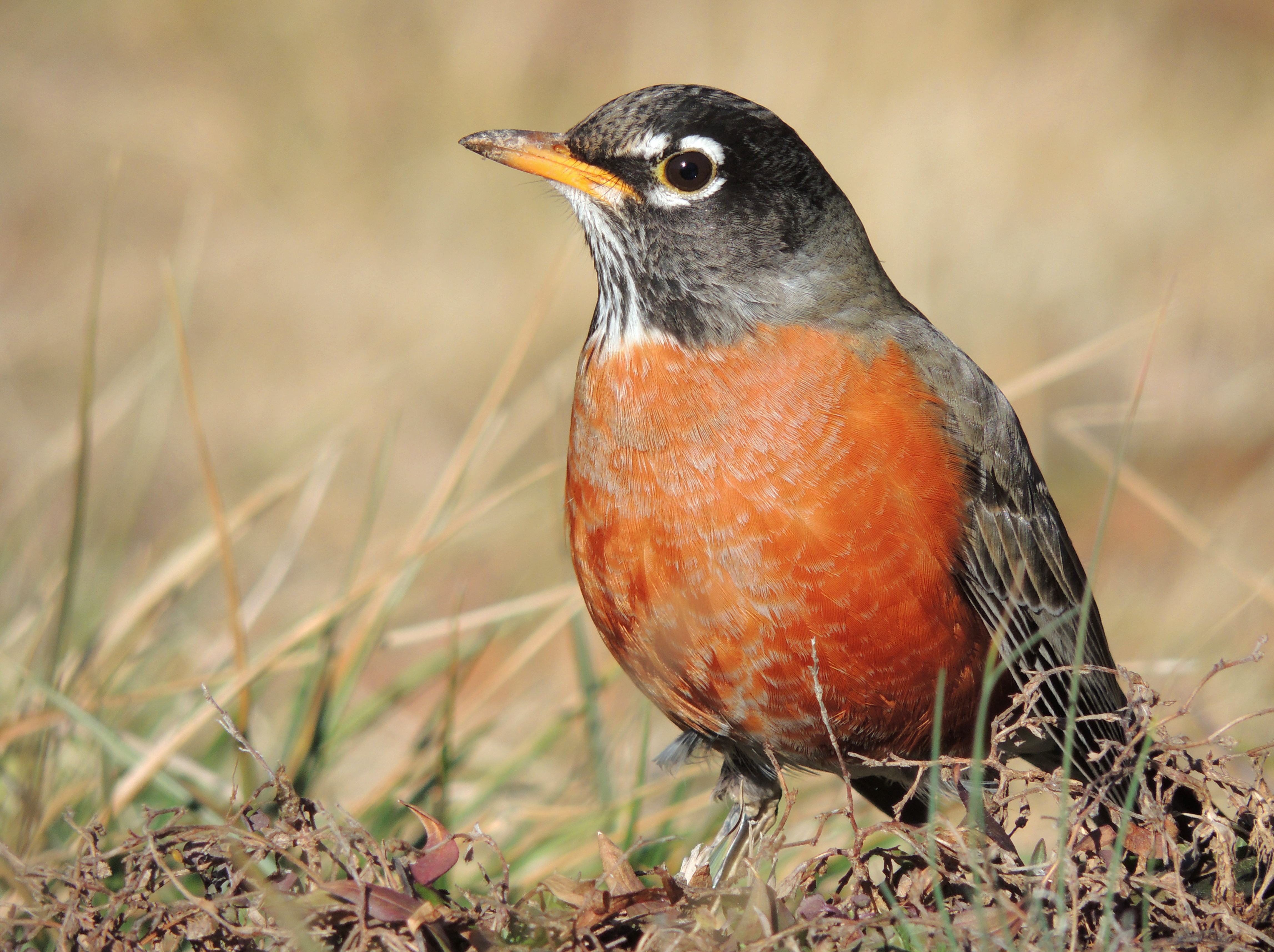
Con trống
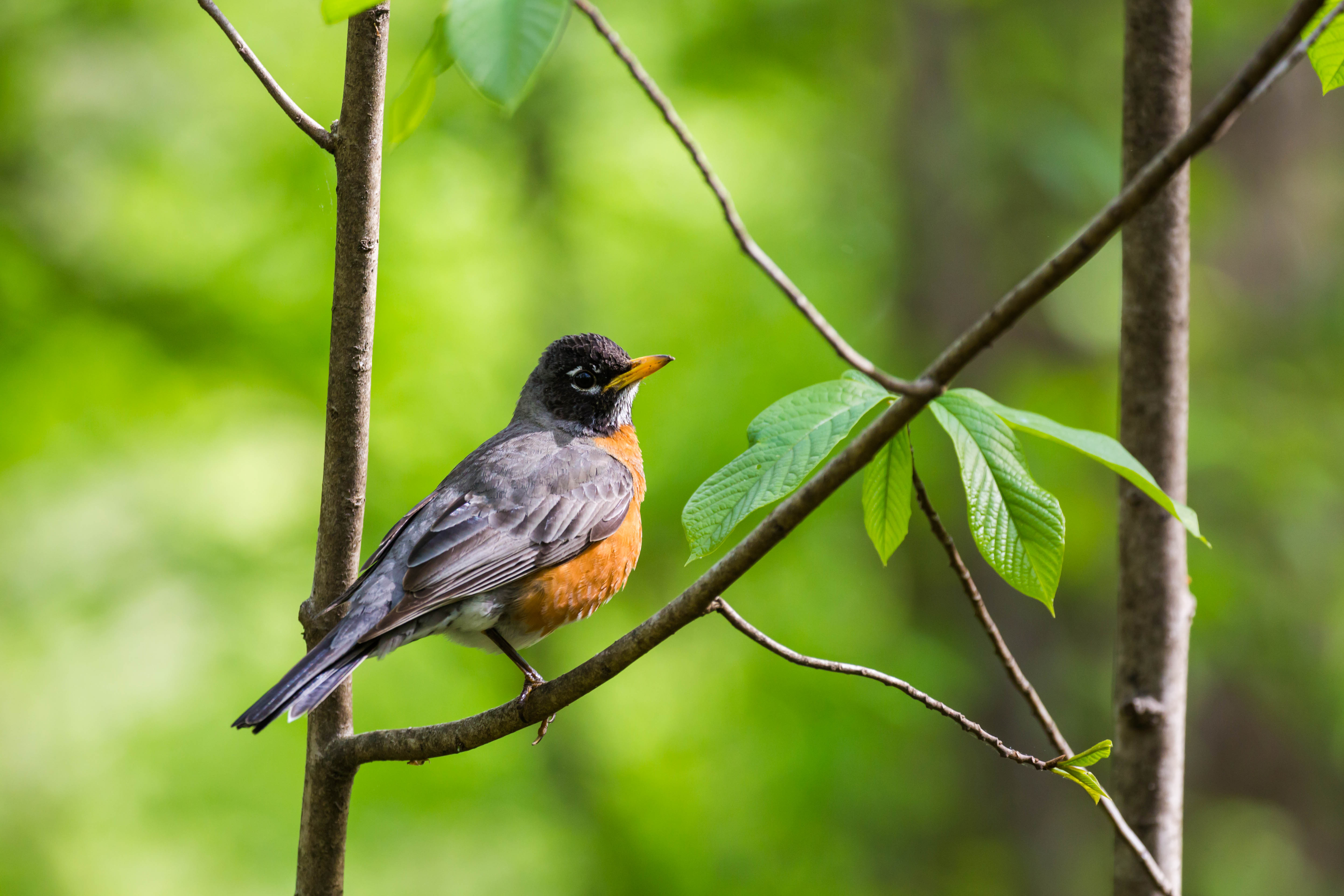
Con mái
- Tiếng hót chim cổ đỏ
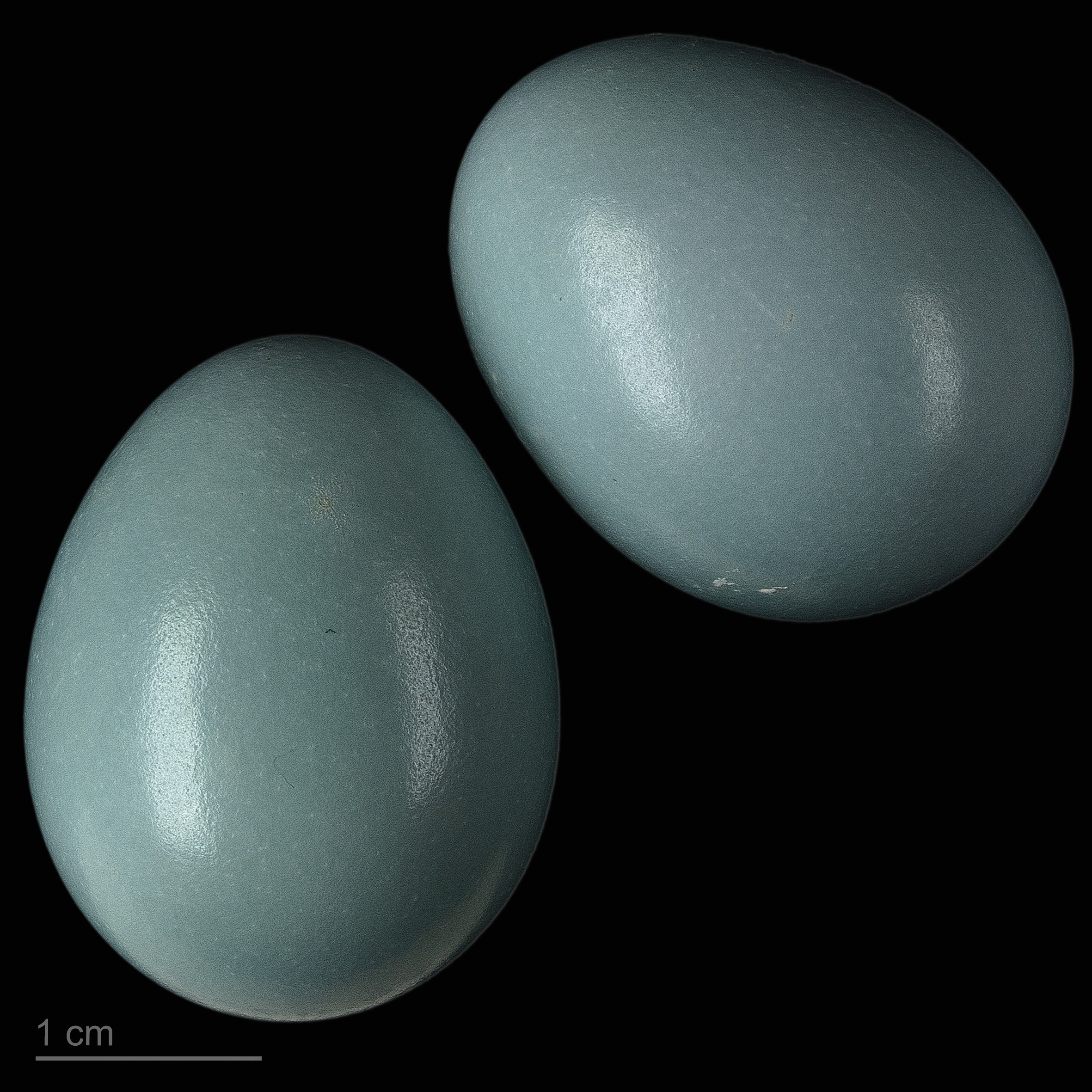
Turdus migratorius